# BCPS

Ilustração da lei do quadrado inverso. A linhas representam o fluxo luminoso que emana de uma fonte puntual. A densidade de linhas do fluxo diminui à medida que aumenta la distância.

Em fotografia, BCPS, ou Beam Candlepower Second, é empregado tradicionalmente como uma unidade de medida da luz de flashes eletrônicos e outras fontes de luz do tipo puntual reforçadas com a ajuda de um refletor parabólico.
A intensidade da luz em BCPS, complementada com a lei do quadrado inverso , é suficiente para a maioria dos cálculos de iluminação num estúdio fotográfico.
Repórteres fotográficos, substituem, ainda, o BCPS por um outro número, o número guia (NG), para maior praticidade.

## Equivalência no SI
A intensidade luminosa em BCPS equivale à candela no Sistema Internacional de Unidades (SI) o qual tem por origem uma fonte puntiforme e uma capacidade de iluminamento que decai ao inverso do quadrado da distância.

## Finalidade
O BCPS reflete a intenção do fabricante de flashes eletrônicos de fornecer um parâmetro mais ou menos confiável para utilização do flash pelo usuário final. É um valor mais preciso que a potência elétrica porque esta ainda depende da transformação em fluxo luminoso, e o fluxo luminoso ainda não leva em consideração a intensificação luminosa agregada por refletores.

## Conversão de BCPS para NG
O BCPS para ser útil ao usuário final (ou ao repórter fotógrafico) tem ainda que ser transformado em número guia (NG), que é o número que o fotógrafo usa. Isto é feito pelas seguintes fórmulas:
{\displaystyle NG(pes)=0,025.{\sqrt {ISO.BCPS}}}
{\displaystyle NG(metros)=0,075.{\sqrt {ISO.BCPS}}}
em que:
NG = número guia
ISO = sensibilidade ISO de filme fotográfico ou sensor digital
BCPS = Beam Candlepower Second

## Limitações do BCPS convertido
O número guia resultante costuma diferir em mais ou menos ½ "ponto" fotográfico, mas ainda não estão considerados o uso de refratores e filtros de balanço de cores.